# Liste der Kulturdenkmale in Belgershain

Wappen von Belgershain

In der Liste der Kulturdenkmale in Belgershain sind die Kulturdenkmale der sächsischen Gemeinde Belgershain verzeichnet, die bis April 2024 vom Landesamt für Denkmalpflege Sachsen erfasst wurden (ohne archäologische Kulturdenkmale). Die Anmerkungen sind zu beachten.
Diese Aufzählung ist eine Teilmenge der Liste der Kulturdenkmale im Landkreis Leipzig.

## Belgershain
| Bild                                    | Bezeichnung | Lage                                                               | Datierung | Beschreibung | ID       |
| --------------------------------------- | --- | ------------------------------------------------------------------ | --- | --- | -------- |
|                                         | Stellwerk | Bahnhofstraße (nordwestlich von Nr. 28 an der Bahnstrecke) (Karte) | Um 1932 | Bahnstrecke Leipzig–Geithain, Putzbau mit Klinkergliederung, im Stil der Moderne, als Beispiel qualitätvoll gestalteter Nutzbauten der Eisenbahn von bau- und technikgeschichtlicher Bedeutung, in weitgehend authentischer und originaler Erscheinung. Mehrgeschossiger Putzbau auf Klinkersockel, Flachdach, länglich, schmale Fenster in der Fassade ausgewogen angeordnet, seitlich zwei Türen (original), die Stürze jeweils in Klinkersteinen, um die vorderen Ecken geführte breite Fensterfront unterhalb der weit auskragenden flachen Traufe, dazwischen Klinkermauerflächen, Fenster original mit Sprossung, seitlich des Gebäudes Treppen mit Begrenzungsmauer und Geländer, an einem kleinen Hang gelegen. Bahnstrecke Leipzig–Geithain, Streckennummer 6366, sä. LG, Strecke 1885–1887 erbaut, 1887 eröffnet, Stellwerk um 1932 errichtet, mechanisches Stellwerk, 2003 außer Betrieb genommen. | 08965888 |
| Direkt Bild zu diesem Denkmal hochladen | Ehemaliger Gasthof „Schönburger Hof“, heute Kindergarten | Hauptplatz 1 (Karte)                                               | Bezeichnet mit 1824 | Schlichter Putzbau mit Korbbogenportal, ortsbildprägendes Gebäude am Eingang der Hauptstraße, ortsgeschichtlich von Bedeutung. Zweigeschossiger, massiver Ziegelbau, verputzt, Satteldach (Biberschwanzdeckung), ehemals Putzgliederung aufgemalt, Korbbogenportal mit gestabtem Gewände und Kapitellen neu, Schlussstein einziges Original mit Medaillon und Jahreszahl, neu saniert, neue Fenster. | 08965887 |
| Direkt Bild zu diesem Denkmal hochladen | Pfarrhaus und Seitengebäude (mit Remisen-Anbau) des Pfarrhofes | Hauptstraße 12 (Karte)                                             | Bezeichnet mit 1733 | Pfarrhaus stattlicher Putzbau mit Krüppelwalmdach, ortsbildprägend, von bau- und ortsgeschichtlicher Bedeutung. - Pfarrhaus: zweigeschossiger, massiver Ziegelbau, verputzt, Krüppelwalmdach (Biberschwanzdeckung), Gurtgesimsband, Kunststeingewände, altes Vorhaus, Schlussstein im Portal, bezeichnet mit 1733 - Seitengebäude: zweigeschossiger Ziegelbau, verputzt, auf Feldsteinsockel, originale Tür- und Kunststeingewände in neoklassischer Form, Satteldach (Biberschwanzdeckung) - Remise: in Ziegel, verputzt, Satteldach mit hohen Speichertüren, zwei hofseitige Garagentore | 08965886 |
| Weitere Bilder                          | St. Johanneskirche mit Ausstattung, Kirchhof mit Einfriedung, Grabmal und Kriegerdenkmal für die Gefallenen desErsten Weltkrieges                                                                                 | Hauptstraße 25 (Karte)                                             | 1682–1686 (Kirche); 17. und 18. Jahrhundert (Epitaph); 1690 (Kirchenausstattung); 1758 (Lesepult); 1905 (Orgel)                                        | Einfache barocke Saalkirche mit polygonal geschlossenem Chor und quadratischem Westturm, von baugeschichtlicher, ortsbildprägender und ortshistorischer Bedeutung. - Kirche: oktogonaler Aufsatz, mit spätbarocker Haube und Laterne, nördliche Anbauten teilweise in Fachwerk - Grabmal (um 1750): hohe Sandsteinplatte mit Inschrift auf flacher Draperie, flankiert von halbplastischen Figuren (Jesus und Johannes) und Engelsköpfen, Bekrönung mit Krone vor Wolken und Strahlen, verwitterter Zustand - Kriegerdenkmal: hohe monolithartige Granitstele, grob behauen, mittig glatt ausgearbeitete Fläche mit Inschrift „Ihren tapferen Helden die dankbare Gemeinde Belgershain“ und folgend Namensaufzählung, ehemals in Rot hinterlegt, darüber relieferter Soldatenhelm auf gekreuzten Schwertern; davor gestellt neuer Granitstein mit Eisenplatte für die Opfer 1939–1945 (kein Denkmal) - Einfriedung: Ziegel- und teilweise Feldsteinmauerwerk, verputzt, mit Betonsteinplattenabdeckung. - ummauerter Kirchhof als Umgebung einer barocken Saalkirche: - Einfriedung: umlaufend Bruchsteinmauer, teilweise verputzt, Abdeckung ebenfalls verputzt bzw. Biberschwanz. Portal von Westen (verputzte Pylone, Abdeckplatten aus Beton und Kugeln aus Rochlitzer Porphyr, Stahlstabtor) - Dicht belegtes Gräberfeld, kein Großbaumbestand. Zugangsweg zwischen Portal und Kirche (wassergebundene Decke, rötlich) mit beidseitiger Chamaecyparis-Hecke (geschnitten). Gelände flach, aber gegenüber der Umgebung teilweise erhöht. Räumlicher Zusammenhang zum Schlossensemble und zum Gutspark - Grabmal und Denkmal für die Gefallenen des Ersten Weltkrieges in Westwand der Kirche integriert | 08965896 |
|                                         | Wohnhaus eines Dreiseithofes sowie Hofmauer mit Toreinfahrt und zwei Pforten | Hauptstraße 33 (Karte)                                             | Im Kern 1. Hälfte 19. Jahrhundert | Obergeschoss Fachwerk, die ursprüngliche Bebauungsstruktur des Ortes repräsentierend, baugeschichtlich von Bedeutung. - Wohnhaus: sehr gut erneuert mit originaler Fachwerkverwendung, zweigeschossig, Krüppelwalmdach (Biberschwanzdeckung), Erdgeschoss massiv, Obergeschoss Ziegelausfachung, neu aufgebaut, Reko, Wiederverwendung von Fachwerk-Hölzern, ansonsten alles andere neu - Einfriedung: Torpfeiler in Ziegelmauerwerk, verputzt, mit Sandsteinplattenabdeckung - zwei Pfosten mit Segmentbogen, Torflügelverbretterung original | 08965892 |
| Direkt Bild zu diesem Denkmal hochladen | Wohnhaus (Mahlerhaus) | Oberdorf 9 (Karte)                                                 | 1751, nach Auskunft | Eines der älteren und weitgehend authentisch erhaltenen Fachwerkhäuser des Ortes, zeitweise Wohnhaus des herrschaftlichen Schafmeisters, später Handwerkerhaus (Schuhmacher), von baugeschichtlicher und ortsbildprägender Bedeutung. Zweigeschossig, massives Erdgeschoss in Lehm, Obergeschoss in Fachwerk, Gefache verputzt, Sockel massiv mit Ziegel unterfahren, verputzt, hohes Walmdach (Biberschwanzdeckung) mit weit auskragender Holztraufe, Fenster meist im originalen Format, in Giebelseite leicht vergrößert, neu sanierter Zustand. | 08965895 |
| Direkt Bild zu diesem Denkmal hochladen | Wohnhaus und Speichergebäude der ehemaligen Schäferei | Rohrbacher Straße 1 (Karte)                                        | 2. Hälfte 18. Jahrhundert | Zum ehemaligen Gutsbesitz gehörende Schäferei mit original erhaltener Bausubstanz, von bau- und ortshistorischer Bedeutung, zugleich aufgrund der auffälligen Kubatur ortsbildprägend. - Wohnhaus: eingeschossiger, massiver Lehm, verputzt, Krüppelwalmdach (Biberschwanzdeckung), vermutlich originaler Dachstuhl, hofseitig neue Gauben, straßenseitig Fledermausgaube, giebelseitig Fachwerk, eine Seite mit Anbau und Anschieber (Frackdach) - Speicher: massiver Ziegelbau, verputzt, Krüppelwalmdach (Biberschwanzdeckung) mit zwei langen Dachhechten, Bruchsteinsockel mit Ziegelmauer verstärkt, Fenster mit originalen Holzgewänden und Eisengittern, straßenseitig Stützpfeiler und Porphyrtuffgewände, profilierte Ziegeltraufe, innen originaler Dachstuhl, Holzbalkendecken und -stützen | 08965890 |
| Weitere Bilder                          | Schloss und Rittergut Belgershain (Sachgesamtheit) | Schloßstraße 1, 2, 3, 4 (Rohrbacher Straße 16) (Karte)             | Ab 1600 | Sachgesamtheit Schloss und Rittergut Belgershain, mit den Einzeldenkmalen: Schloss (Nr. 1, später Schule), Kavaliershaus (Nr. 1, heute Rathaus), Gutshaus (Nr. 2/3, heute Kindergarten), Stützmauern des Wassergrabens und Kleindenkmal im Park (08965897) und dem Park (Gartendenkmal) mit Aussichtsplattform, Teich und Wassergraben am Schloss, dazu als Sachgesamtheitsteile Nebengebäude (Nr. 4) sowie Reste der Einfriedungsmauer des ehemaligen Baumgartens (Rohrbacher Straße16); Schloss ein Putzbau mit zwei Satteldächern und mittigem hohem Treppenturm, im Kern Renaissancegebäude, neogotisch überformt, Gutshaus barocker Putzbau mit Mansarddach, der landschaftliche Park mit Wassergraben, Teich mit Insel, Allee, Aussichtsplatz, waldartiger Park im weiteren Umfeld, von baukünstlerischer, ortshistorischer und ortsbildprägender sowie überörtlicher garten- und kunstgeschichtlicher Bedeutung. - Gutspark: - Bauliche Schutzgüter: - Gebäude: Schloss, Kavaliershaus, Gutshaus, Wirtschaftsgebäude - Einfriedung: Reste der Einfriedungsmauer des ehemaligen Baumgartens (Flrst. 536a, Rohrbacher Straße 16) - Erschließung: - Zugänge: von Westen über Holzbrücke zum Schlosshof, von Osten über den ehemaligen Wirtschaftshof über Steinbogenbrücke zum Schlosshof - Wegesystem: in vereinfachter Form noch vorhanden, Gartenachse im südlichen Park endet in auf einer ummauerten Aussichtsplattform - Gartenausstattung: erhöhte Aussichtsplattform mit Stützmauern aus behauenem Naturstein an der südlichen Grenze - Wasserelemente: - Wassergraben am Schloss mit Stützmauern und Steinbogenbrücke - Teich südlich des Schlosses mit Insel - Bachlauf vom Norden nach Süden entlang der Westgrenze des Parks verlaufend - Vegetation: - alter Baumbestand aus vorwiegend Stiel-Eichen (Quercus robur) und Hainbuchen (Carpinus betulus), auch Rot-Buchen (Fagus sylvatica) und Linden (Tilia spec.) - Alleen und Baumreihen: Gartenachse (Allee) aus ehemals geschnittenen Hainbuchen (Carpinus betulus) im südlichen Parkbereich - Hecken und Sträucher: geschnittene Hecke aus Hainbuchen (Carpinus betulus) südlich des Schlosses als Abschluss des Parks zum Wassergraben hin, ehemals geschnittene Hecke aus Hainbuchen (Carpinus betulus) westlich der Aussichtsplattform - Geophyten: Maiglöckchen (Convallaria majalis) - Sonstige Schutzgüter: Blickbeziehung von der Aussichtsplattform nach Süden in die Landschaft, durch die Gartenachse nach Süden zur Aussichtsplattform | 09303146 |
| Weitere Bilder                          | Schloss (Nr. 1, später Schule), Kavaliershaus (Nr. 1, heute Rathaus), Gutshaus (Nr. 2/3, heute Kindergarten), Stützmauern des Wassergrabens und Kleindenkmal im Park (Einzeldenkmale der Sachgesamtheit 09303146) | Schloßstraße 1, 2, 3 (Karte)                                       | 1413/1414 Dendro (Schloss); um 1600, später überformt (Schloss); 1730 (Gutshaus); Mitte 19. Jahrhundert (Kavaliershaus); bezeichnet mit 1851 (Denkmal) | Einzeldenkmale der Sachgesamtheit Schloss und Rittergut Belgershain; Schloss ein Putzbau mit zwei Satteldächern und mittigem hohen Treppenturm, im Kern Renaissancegebäude, neogotisch überformt, Gutshaus barocker Putzbau mit Mansarddach, von ortshistorischer und baukünstlerischer Bedeutung. - Schloss: breitgelagerter zweigeschossiger massiver Ziegelbau mit Bruchstein, verputzt, zwei Satteldächer (Biberschwanzdeckung) mit Gauben, mittig hoher Treppenturm mit neogotischer Turmspitze, Porphyrgewände der Renaissance, seitlicher Eingang mit Freitreppe (stillgelegt), Eckquaderung in Sandstein und Porphyr unter Putz, Fenster neu (historisierend); innen: Porphyrstufen gegen Granitplatten ausgetauscht (Turm), Stuckdecken, Kreuzgratgewölbe, im Saal Kamin in neogotischer Gestaltung (bezeichnet mit 1906) - Wohnhaus: zweigeschossiger, massiver Ziegelbau, verputzt, Satteldach (Biberschwanzdeckung) mit Gauben, Spitzbogengliederung im Erdgeschoss, mittig Freitreppe mit Portal, giebelseitig Balkon auf Porphyrkonsolen, rückwärtiger Mittelrisalit - Gutshaus (1730): zweigeschossig, verputzt, Mansardwalmdach (Biberschwanzdeckung) südseitig Gauben, Lisenengliederung, breite Faschen, neu saniert, Segmentbogenfenster im Erdgeschoss, geohrte Gewände im Obergeschoss, profilierte Traufe, neu saniert - im Park: - Denkmal (bezeichnet mit 1851) für Friedrich v. ...(?), Steinhaufen in rotem Granit, hoher Stein mit Inschrift (schwer lesbar), Bekrönung fehlt, flankiert von zwei liegenden Steinen, dahinter weitere - Park mit großer Allee, am südlichen Ende mit Bruchsteinmauer eingegrenztes Areal - Wirtschaftsgebäude/Pferdestall (17./18. Jahrhundert, Abbruch vor 2012): langgestreckter Ziegelbau, verputzt, Walmdach mit Speicherluke und Fledermausgaube in Giebelseite, Bruchsteinsockel, Eckquaderung in Porphyr, Putzgliederung mit Eckquaderung, Gurtgesims, geohrte Gewände und profilierte Traufe, teilweise originale Renaissancegewände in Porphyr erhalten, innen originale Kreuzgratgewölbe, seitlich Gartentor im Ziegelmauerwerk mit Bedachung, stark ruinöser Zustand - Wirtschaftsgebäude Schloßstraße 5: vor 2012 abgebrochen | 08965897 |

## Köhra
| Bild                                    | Bezeichnung | Lage                             | Datierung | Beschreibung | ID       |
| --------------------------------------- | --- | -------------------------------- | --- | --- | -------- |
| Direkt Bild zu diesem Denkmal hochladen | Wohnhaus mit angebautem Stallgebäude und Scheune eines Bauernhofes                                                       | Fuchshainer Straße 40 (Karte)    | 1. Hälfte 19. Jahrhundert | Wohnhaus zweigeschossiger Lehmbau mit Fachwerkgiebel, Wirtschaftsgebäude verputzte Ziegelbauten, Teil der alten Ortsstruktur, weitgehend original erhalten, baugeschichtlich von Bedeutung. - Bauernhaus: zweigeschossiger, massiver, verputzter Lehmbau, Obergeschoss Lehm, Hofseite leicht gebaucht, hölzerne Fenstergewände und hölzerne Fensterrahmungen, zum Teil alte Sprossenfenster und Holzläden, straßenseitiger Giebel aus Fachwerk, steiles Satteldach - Stall: zweigeschossiger, massiver Ziegelbau, verputzt, Gewände in Naturstein, hölzerne Bergetür am Obergeschoss, Taubenöffnungen, profiliertes Traufgesims, Satteldach in Biberschwanzdeckung - Scheune: zweigeschossig, massiv, verputzt, zwei große Holztore, Satteldach in Biberschwanzdeckung | 08965985 |
| Direkt Bild zu diesem Denkmal hochladen | Wohnhaus eines Bauernhofes                                                                                               | Fuchshainer Straße 41 (Karte)    | Bezeichnet mit 1783 | Obergeschoss zweiriegeliges Fachwerk, Teil der historischen Ortsstruktur, Fachwerkteil original erhalten, ortsbildprägend und baugeschichtlich von Bedeutung. Erdgeschoss massiv, Lehmweller, verputzt, Fenster zum Teil vergrößert, Obergeschoss Fachwerk zweiriegelig, alte Fenstergrößen, Fenster erneuert, Satteldach in Biberschwanzdeckung, Giebelseite mit kräftig ausgearbeiteter Schwelle und Kopfband, hofseitige ehemalige Bergetür zugesetzt. | 08965986 |
| Weitere Bilder                          | Kirche mit Ausstattung, Kirchhof mit Einfriedung, Grabstein und Kriegerdenkmal für die Gefallenen des Ersten Weltkrieges | Kirchstraße (Karte)              | 1768–1770, im Kern 13. Jahrhundert (Kirche); Ende 18. Jahrhundert (Grabmal); Ende 19. Jahrhundert / Anfang 20. Jahrhundert (Kirchenausstattung); 1888 (Orgel); nach 1918 (Kriegerdenkmal) | Im Kern romanische Chorturmkirche, barock überformt, von baugeschichtlicher, ortsbildprägender und ortshistorischer Bedeutung. - Kirche: romanische Chorturmkirche - Einfriedungsmauer: verputzte Friedhofsmauer ca. 1,50 Meter hoch - Grabstein an der Kirchmauer: Sandsteintafel mit Voluten und Schriftfeld in Kartuschenform und Krone abgeschlossen, stark verwitterte Inschriften - Kriegerdenkmal: Sandsteintafel mit Sprenggiebel und Eichenlaubdekor, Inschriften „Unseren gefallenen Helden“ und „Ehre ihr ein Andenken. Die dankbare Gemeinde Köhra“ | 08965988 |
| Direkt Bild zu diesem Denkmal hochladen | Wohnhaus und zwei Seitengebäude eines Häusleranwesens                                                                    | Leipziger Straße 32 (Karte)      | 1. Hälfte 19. Jahrhundert | Teil der alten Ortsstruktur, sozialgeschichtliche Bedeutung. - Wohnhaus: eingeschossiger, massiver Bau, verputzt, glatte Putzfaschen an Tür und Fenstern, glatte Ecklisenen, Satteldach, eine Seite leicht abgewalmt, kleine stehende Dachgaube, Biberschwanzdeckung - Seitengebäude: eingeschossig, massiv, verputzt, Satteldach, Biberschwanzdeckung, weitgehend denkmalgerecht saniert | 08965983 |
| Direkt Bild zu diesem Denkmal hochladen | Wohnhaus eines Vierseithofes, ehemals Teil eines Gasthofes (Gasthof zur goldenen Krone)                                  | Leipziger Straße 44 (Karte)      | Bezeichnet mit 1818 | Zweigeschossiger Putzbau mit Korbbogenportal und Krüppelwalmdach, Teil der historischen Ortsstruktur, ortsbildprägende und baugeschichtliche Bedeutung. Zweigeschossiger, massiver Lehmbau verputzt, Erdgeschossfenster mit Gewänden und Portal aus Porphyrtuff, Schlussstein im Portal mit Inschriften „M“ und „1818“, Obergeschoss vermutlich Fachwerk, verputzt, Krüppelwalmdach (Biberschwanzdeckung). | 08965982 |
| Direkt Bild zu diesem Denkmal hochladen | Wasserhaus | Windmühlenstraße (Karte)         | Um 1920 | Hochbehälter zur Speicherung von Wasser, noch in Betrieb, technik- und versorgungsgeschichtliche Bedeutung. Eingeschossiger, kleiner Betonbau, verputzt, Eingang flankiert von Lisenenpaaren, kräftiges Gesims, Dreiecksgiebel, zum Teil Kammzugputz, Aufschüttung. | 08965987 |
| Direkt Bild zu diesem Denkmal hochladen | Wohnhaus, Seitengebäude und Scheune eines Dreiseithofes                                                                  | Windmühlenstraße 25 (Karte)      | 1. Hälfte 19. Jahrhundert (Seitengebäude); 2. Hälfte 19. Jahrhundert (Scheune) | Wohnhaus Obergeschoss Fachwerk verputzt, Bruchstein-Ziegel-Scheune, Teil der alten Ortsstruktur, gutes Beispiel alter Hofstruktur, ortsbildprägender Bauernhof, baugeschichtlich von Bedeutung. - Bauernhaus: zweigeschossig, Erdgeschoss massiv, vermutlich Lehmbau, verputzt, Erdgeschossfenster zum Teil vergrößert, Obergeschoss vermutlich Fachwerk, verputzt, hinterer Teil mit kleinem Anbau und Bergetür am Obergeschoss, Frackdach - Seitengebäude: eingeschossig, massiv aus Lehm, verputzt, alte Holztüren, steiles Satteldach - Scheune: massiv, eingeschossig aus kombiniertem Ziegel-/Bruchsteinmauerwerk, kleine Segmentbogenfenster, segmentbogenförmiges Scheunentor mit Holztor, Satteldach mit Falzziegeln | 08965994 |
| Direkt Bild zu diesem Denkmal hochladen | Auszugshaus eines Dreiseithofes                                                                                          | Windmühlenstraße 49 (Karte)      | 1. Viertel 19. Jahrhundert | Obergeschoss Fachwerk verputzt, ortsbildprägend und Teil der historischen Ortsstruktur, baugeschichtlich von Bedeutung. Zweigeschossig, Erdgeschoss vermutlich Lehmbau, verputzt, Obergeschoss vermutlich Fachwerk, verputzt, Krüppelwalmdach in Biberschwanzdeckung, alte hölzerne Fenster- und Türgewände. | 08965993 |
| Direkt Bild zu diesem Denkmal hochladen | Wohnhaus eines Bauernhofes                                                                                               | Windmühlenstraße 50 (Karte)      | Um 1800 | Obergeschoss Fachwerk, von ortsbildprägender und baugeschichtlicher Bedeutung. - Wohnhaus: zweigeschossig, Erdgeschoss massiv, verputzt, Obergeschoss Fachwerk, zweiriegelig, originale Fenstergrößen, Straßengiebel aus Fachwerk leicht nach vorn gebeugt, Krüppelwalmdach mit Falzziegeln gedeckt - Stallanbau: massiv, zweigeschossig, verputzt, mit Bergetür im Obergeschoss, Satteldach - Auszugshaus (vor 2012 abgebrochen): eingeschossig, auf Feldsteinsockel, Lehmbau verputzt, hölzerne Fenstergewände, Krüppelwalmdach in Biberschwanzdeckung | 08965992 |
| Weitere Bilder                          | Ehemaliges Pfarrhaus (Nr. 61), Scheune und Seitengebäude (Nr. 61a) eines Pfarrhofes                                      | Windmühlenstraße 61, 61a (Karte) | 18. Jahrhundert (Pfarrhaus); 2. Hälfte 19. Jahrhundert (Scheune) | Pfarrhaus mit Fachwerk-Obergeschoss und Walmdach, Seitengebäude Erdgeschoss Lehm, Obergeschoss Fachwerk zweiriegelig, Scheune massiv, von baugeschichtlicher und ortshistorischer Bedeutung. - Wohnhaus/Pfarrhaus: zweigeschossig, massiv, Erdgeschoss verputzt, Obergeschoss Fachwerk zweiriegelig, Walmdach in Biberschwanzdeckung, neue Fledermausgaube, Haus saniert - Scheune: eingeschossig, massiv, verputzt, großes Holztor, Satteldach in Biberschwanzdeckung - Wirtschaftsgebäude/Seitengebäude: zweigeschossig, Erdgeschoss massiv aus Lehm, hölzerne Fenstergewände und -stürze, hölzernes Türgewände und alte Tür, Obergeschoss Fachwerk zweiriegelig, Ausfachung mit Lehm und Holzstaken, weit überstehendes Satteldach in Biberschwanzdeckung, Giebel verbrettert, im Inneren alte Türen und Decken, hinterer Gebäudeteil stark verfallen und einsturzgefährdet | 08965989 |
|                                         | Wohnhaus eines Mühlenanwesens                                                                                            | Windmühlenstraße 66 (Karte)      | 18. Jahrhundert | Erdgeschoss Lehm, Obergeschoss Fachwerk, intakte alte Fachwerkkonstruktion, ehemaliger Windmühlenstandort (Mühle zwischen 1965 und 1970 abgebrochen), bau- und ortsgeschichtlich von Bedeutung. Zweigeschossig, massiv, Erdgeschoss Lehm, verputzt, Obergeschoss Fachwerk zweiriegelig, Giebelseite durch Ziegel ersetzt und verputzt, Frackdach in Biberschwanzdeckung. Windmühle in den 1980er Jahren abgebrochen. | 08965991 |

## Rohrbach
| Bild                                    | Bezeichnung                                                                                  | Lage                   | Datierung                                                                                     | Beschreibung | ID       |
| --------------------------------------- | -------------------------------------------------------------------------------------------- | ---------------------- | --------------------------------------------------------------------------------------------- | --- | -------- |
| Direkt Bild zu diesem Denkmal hochladen | Häuslerhaus                                                                                  | Angerstraße 3 (Karte)  | Ende 18. Jahrhundert                                                                          | Obergeschoss Fachwerk, Erdgeschoss Lehm, kleines und weitgehend in seiner Struktur und Bausubstanz erhaltenes Anwesen eines Häuslers, von sozialhistorischem Interesse und baugeschichtlicher Bedeutung. Zweigeschossig, verputzt, Erdgeschoss massiv Lehm, Obergeschoss Fachwerk mit Lehmstakenausfachung, verputzt, rückseitig originale Fenster, abschließend mit Holztraufe, Satteldach (Biberschwanzdeckung), Giebelseite verbrettert und straßenseitig mit Ziegeln vorgeblendet, Fensterformat im Erdgeschoss verändert. Scheunenanbau kein Denkmal (Garageneinbau). | 08965882 |
| Direkt Bild zu diesem Denkmal hochladen | Wohnstallhaus und Hofmauer mit Pforte eines ehemaligen Dreiseithofes                         | Angerstraße 9a (Karte) | Um 1820                                                                                       | Obergeschoss Fachwerk, weitgehend original erhaltener Bau, von baugeschichtlicher und ortsbildprägender Bedeutung. - Wohnstallhaus: zweigeschossig, verputzt, Erdgeschoss massiv Lehm, Obergeschoss Fachwerk mit Lehmziegelausfachung, Krüppelwalmdach (hinterer Teil mit Frackdach für Scheune), teilweise originale Fenster - Einfriedung: breite Pforte mit Korbbogen in Ziegelmauerwerk, verputzt | 08965885 |
| Weitere Bilder                          | Kirche mit Ausstattung, Kriegerdenkmal für die Gefallenen des Ersten und Zweiten Weltkrieges | Angerstraße 10 (Karte) | Bezeichnet mit 1897 (Kirche und Kirchenausstattung); 1898 (Orgel); nach 1918 (Kriegerdenkmal) | Gelber Klinkerbau, neoromanische Saalkirche, mit eingezogenem Chor und Westturm, Architekt: Theodor Quentin, Pirna, von baugeschichtlicher, ortsbildprägender und ortshistorischer Bedeutung. - Kirche: neuromanische Saalkirche, gelber Klinkerbau mit eingezogenem Chor und Apsis in gleicher Breite, Westturm (später gekürzt) - Kriegerdenkmal: schmale Sandsteinstele mit kreuzförmigem Abschluss, darin Relief mit Eisernem Kreuz und Eichenlaub, neue Inschriftenplatte aus Kupfer „Den Opfern aus Krieg und Gewalt, 1914–1918 und 1939–1945“                       | 08965884 |
| Direkt Bild zu diesem Denkmal hochladen | Wohnstallhaus eines Bauernhofes                                                              | Angerstraße 13 (Karte) | Bezeichnet mit 1825                                                                           | Langgestrecktes Bauernhaus mit zweiriegeligem Fachwerk-Obergeschoss, schönes Beispiel der alten Dorfbebauung in gut restauriertem Zustand, von baugeschichtlicher und ortsbildprägender Bedeutung. Zweigeschossig, Erdgeschoss massiv, verputzt, Obergeschoss in Fachwerk, Gefache verputzt, Krüppelwalmdach (Biberschwanzdeckung), Rückseite mit Frackdach, verputzt, Porphyrportal mit Schlussstein und Porphyrgewände im Hof, giebelseitig Fenster im Erdgeschoss vergrößert, gut sanierter Zustand.                                                                    | 08965879 |
| Direkt Bild zu diesem Denkmal hochladen | Auszugshaus eines Bauernhofes                                                                | Angerstraße 21 (Karte) | Um 1800                                                                                       | Erdgeschoss Lehm, Obergeschoss Fachwerk, authentisches und original erhaltenes Haus als Zeugnis der bäuerlichen Bau- und Lebensweise vergangener Zeiten, von sozialhistorischer und baugeschichtlicher Bedeutung. Zweigeschossig, Erdgeschoss aus massivem Lehm und massivem Bruchstein, Obergeschoss Fachwerk mit Lehmstakenausfachung, Reste großflächiger Verputzung, Satteldach (Biberschwanzdeckung), Holzgewände original, eine Giebelseite verbrettert, andere verschiefert, rückseitig große Bergetür.                                                             | 08965881 |
| Direkt Bild zu diesem Denkmal hochladen | Ehemalige Kirchschule, heute Wohnhaus                                                        | Kirchgasse 28 (Karte)  | Um 1720                                                                                       | Schlichter Putzbau mit Walmdach, eines der ältesten in seiner Form erhaltenen Gebäude des Ortes, von ortshistorischer Bedeutung. Zweigeschossiger Putzbau mit Walmdach (Biberschwanzdeckung), auskragende Traufe, alte Holzgewände im Erdgeschoss (hofseitig), neu sanierter Zustand, vermutlich im Inneren noch ältere Bestandteile/Rest. Bis 1922 als Schule genutzt, dann Rohrbacher Kinder nach Belgershain eingeschult. Leichenhalle kein Denkmal. | 08965880 |

## Threna
| Bild                                    | Bezeichnung | Lage                         | Datierung | Beschreibung | ID       |
| --------------------------------------- | --- | ---------------------------- | --- | --- | -------- |
| Direkt Bild zu diesem Denkmal hochladen | Wohnhaus eines Bauernhofes | Dorfstraße 2 (Karte)         | 1. Hälfte 19. Jahrhundert | Obergeschoss Fachwerk, Teil der alten Ortsstruktur, baugeschichtlich von Bedeutung. Zweigeschossig, Erdgeschoss verputzt, Obergeschoss Fachwerk aufgebrettert, originale Fenstergröße, Fenster erneuert, Giebel verkleidet, Frackdach mit Prägeziegeln, Haus saniert, Fachwerk aufgebrettert. | 08966005 |
| Direkt Bild zu diesem Denkmal hochladen | Wohnhaus eines Bauernhofes | Dorfstraße 10 (Karte)        | Mitte 18. Jahrhundert | Obergeschoss Fachwerk verputzt, ortsbildprägend, Teil der historischen Ortsstruktur, weitgehend original erhalten, baugeschichtlich von Bedeutung. Zweigeschossig, Erdgeschoss massiv, verputzt, Erdgeschossfenster zum Teil vergrößert, Obergeschossfenster zum Teil noch in originaler Größe erhalten, Satteldach in Biberschwanzdeckung, hölzerne Bergetür am Obergeschoss. | 08966004 |
| Weitere Bilder                          | Kirche mit Ausstattung, Kirchhof mit Einfriedung und Kriegerdenkmal für die Gefallenen des Ersten Weltkrieges | Dorfstraße 15 (Karte)        | Im Kern 13. Jahrhundert (Kirche); Mitte 16. Jahrhundert (Nordempore); 17. Jahrhundert (Südempore und Kanzel); bezeichnet mit 1709 (Kirchturm) | Spätromanische Saalkirche mit eingezogenem Chor und runder Apsis sowie Querwestturm, barock und neogotisch überformt, von baugeschichtlicher, ortsbildprägender und ortshistorischer Bedeutung. - Kirche: spätromanische Saalkirche mit Querwestturm - Kriegerdenkmal: grob gebeilter Granitstein mit geglätteter Inschrifttafel: „Auf dem Felde der Ehre fielen“, Namen der Toten und „Das Volk in Not, die Helden tot! Die dankbare Gemeinde Threna“, darüber in Relief Stahlhelm, Schwert und Eichenlaub | 08966001 |
| Direkt Bild zu diesem Denkmal hochladen | Wohnstallhaus (ohne südlichen Anbau), nördlich angebautes Stallgebäude, südliche Scheune, Nebengebäude an der Grimmaer Straße, rückwärtige Toreinfahrt, Einfriedung des Gartens an der Grimmaer Straße und Hofpflaster eines Bauernhofes | Dorfstraße 42 (Karte)        | 18. Jahrhundert (Wohnstallhaus); um 1900 (Scheune)                                                                                            | Wohnstallhaus Obergeschoss Fachwerk verputzt, Scheune massiver Putzbau mit Ziegelgliederung, authentisches und weitgehend original erhaltenes Zeugnis bäuerlicher Lebens- und Arbeitsweise, von baugeschichtlicher Bedeutung. - Wohnstallhaus: Erdgeschoss massiv, verputzt, Obergeschoss Fachwerk, verputzt, mit originalen Fenstergrößen, Satteldach, Häuslerhaus (Gärtnerhaus ?): zweigeschossig, verputzt, vermutlich aus Lehm, Stallfenster, Rundbogentüren, Obergeschoss mit Bergetüren, Taubenöffnungen, Satteldach - Scheune: eingeschossig, massiv, Lisenengliederung aus Backstein mit gestuften Blendgiebeln, Satteldach - Stall: eingeschossiger, massiver Putzbau mit Segmentbogenfenstern, flaches Walmdach, Biedermeiertür - Einfriedung: Torpfeiler aus Backstein, Metallzaun als Garteneinfassung - Backhaus (vor 2012 abgebrochen): eingeschossiger, flacher Putzbau, verschieden große Fensteröffnungen, Satteldach, Giebel mit Bergetür | 08965999 |
| Direkt Bild zu diesem Denkmal hochladen | Wohnhaus eines ehemaligen Dreiseithofes | Dorfstraße 48 (Karte)        | 18. Jahrhundert | Obergeschoss intaktes Fachwerk, ortsbildprägende Bedeutung, Teil der historischen Ortsstruktur, baugeschichtlich von Bedeutung. Erdgeschoss massiv aus Lehm, verputzt, korbbogige Blendbögen um die Erdgeschossfenster, Obergeschoss Fachwerk zweiriegelig, originale Fenstergrößen, Giebelseite massiv ersetzt. | 08966000 |
|                                         | Wohnhaus und daran winkelförmig angebautes Wohnstallhaus sowie Einfriedung mit Toranlage eines Bauernhofes | Dorfstraße 52 (Karte)        | Um 1870 | Repräsentatives, schlossähnliches Wohnhaus mit zwei Ecktürmen, reich gegliederte Putzfassade, sehr stattliche Hofanlage, von bauhistorischer, ortsgeschichtlicher und ortsbildprägender Bedeutung. - Bauernhaus: zweieinhalbgeschossig, mit turmartig überhöhten Seiten, Erdgeschoss und erstes Obergeschoss mit Rechteckfenstern, zweites Turmobergeschoss mit gekoppelten Rundbogenfenstern, neorenaissanceistische Putzgliederung, Türme mit kräftigem Kranzgesims - Stall: an die Rückseite des Bauernhauses angebaut, zweigeschossig, Erdgeschoss in Ziegel-Bruchsteinmauerwerk, verputzt, Satteldach, im Inneren: Stall mit auf vier Sandsteinsäulen ruhenden Kreuzgewölben - Einfriedung: Klinkermauer, Torpfeiler mit ziegelgedeckten Verdachungen, Metallzaun als Einfassung des Vorgartens | 08966002 |
| Direkt Bild zu diesem Denkmal hochladen | Wohnhaus und drei Seitengebäude eines Vierseithofes | Dorfstraße 54 (Karte)        | 18. Jahrhundert (Bauernhaus); 1740 Dendro (Speicher)                                                                                          | Bauernhaus und nördliches Seitengebäude (Speicher) aufgrund ihres Alters und ihrer Ausprägung besonders bemerkenswert, von heimatgeschichtlicher und bauhistorischer Bedeutung. - Bauernhaus: Erdgeschoss massiv, verputzt, Obergeschoss Fachwerk, verputzt, Giebelseite mit vergrößertem Fenster, Krüppelwalmdach in Biberschwanzdeckung - Speicher: zweigeschossig, massiv, verputzt, Fenster später eingefügt, kleine Fenster noch original, Giebelseite mit Bergetür und Kranbalken, steiles Satteldach, nachträglich bezeichnet mit 1488, dendrochronologisch allerdings auf 1740 datiert - westliches Seitengebäude: zweigeschossig, massiv, verputzt, Stallfenster, hölzerne Stalltüren, Bergetür am Obergeschoss, Satteldach in Biberschwanzdeckung - östliches Seitengebäude: an das Wohnhaus angebaut, zweigeschossig, massiv, verputzt, Satteldach, im Erdgeschoss ursprünglich Stallungen, Obergeschoss Futterboden - Scheune (vor 2015 abgebrochen): eingeschossiger, massiver Putzbau auf langgestrecktem Grundriss, Durchfahrt mit segmentbogenförmigen Holztore | 08966003 |
|                                         | Villa mit Einfriedung | Oberholzer Straße 64 (Karte) | Um 1900 | Abwechslungsreich gestalteter Gründerzeitbau, baugeschichtlich von Bedeutung. Zweigeschossiger, massiver Ziegelbau auf unregelmäßigem Grundriss mit rückseitiger Terrasse, Veranden zum Teil aus Holz, zum Teil alte Fenster, kombinierte Walmdächer in Biberschwanzdeckung, Firstziegel mit kleinen Voluten (Wasserwogenband), Einfriedung: Backsteinpfeiler mit Knäufen, Metalltor und hölzerne Zaunfelder. | 08965997 |

## Tabellenlegende
- Bild: Bild des Kulturdenkmals, ggf. zusätzlich mit einem Link zu weiteren Fotos des Kulturdenkmals im Medienarchiv Wikimedia Commons. Wenn man auf das Kamerasymbol klickt, können Fotos zu Kulturdenkmalen aus dieser Liste hochgeladen werden:
- Bezeichnung: Denkmalgeschützte Objekte und ggf. Bauwerksname des Kulturdenkmals
- Lage: Straßenname und Hausnummer oder Flurstücknummer des Kulturdenkmals. Die Grundsortierung der Liste erfolgt nach dieser Adresse. Der Link (Karte) führt zu verschiedenen Kartendiensten mit der Position des Kulturdenkmals. Fehlt dieser Link, wurden die Koordinaten noch nicht eingetragen. Sind diese bekannt, können sie über ein Tool mit einer Kartenansicht einfach nachgetragen werden. In dieser Kartenansicht sind Kulturdenkmale ohne Koordinaten mit einem roten bzw. orangen Marker dargestellt und können durch Verschieben auf die richtige Position in der Karte mit Koordinaten versehen werden. Kulturdenkmale ohne Bild sind an einem blauen bzw. roten Marker erkennbar.
- Datierung: Baubeginn, Fertigstellung, Datum der Erstnennung oder grobe zeitliche Einordnung entsprechend des Eintrags in der sächsischen Denkmaldatenbank
- Beschreibung: Kurzcharakteristik des Kulturdenkmals entsprechend des Eintrags in der sächsischen Denkmaldatenbank, ggf. ergänzt durch die dort nur selten veröffentlichten Erfassungstexte oder zusätzliche Informationen
- ID: Vom Landesamt für Denkmalpflege Sachsen vergebene, das Kulturdenkmal eindeutig identifizierende Objekt-Nummer. Der Link führt zum PDF-Denkmaldokument des Landesamtes für Denkmalpflege Sachsen. Bei ehemaligen Kulturdenkmalen können die Objektnummern unbekannt sein und deshalb fehlen bzw. die Links von aus der Datenbank entfernten Objektnummern ins Leere führen. Ein ggf. vorhandenes Icon  führt zu den Angaben des Kulturdenkmals bei Wikidata.